# Antonio Salvo
Antonio (Nino) Salvo (* 14. Juli 1929 in Salemi; † 19. Januar 1986 in Bellinzona) war ein italienischer Geschäftsmann und ein Mitglied der Cosa Nostra.

## Leben
Salvo war als Unternehmer in verschiedenen Bereichen tätig. Er besaß mehrere große Hotels und Grundstücke und war auch in der Landwirtschaft tätig, wo er die Subventionspolitik der Europäischen Gemeinschaft zu seinem eigenen Vorteil ausnutzte. Seine guten Beziehungen zur Partei Democrazia Cristiana, zu dem damaligen Ministerpräsident Giulio Andreotti und dem damaligen Bürgermeister Palermos Salvatore Lima trugen dazu bei, dass er von der Regierung lukrative Aufträge 
erhielt. Andreotti war von 1972 bis 1992 Ministerpräsident.
Im Gegenzug unterstützte Salvo diverse Politiker bei Wahlen. Aufgrund seiner Einflussnahme in die Politik galt Salvo in den 1980er Jahren – zusammen mit seinem Cousin Ignazio Salvo – als erfolgreichster Unternehmer Siziliens. Unter anderem wurde ihrer Firma die Steuereintreibung für ganz Sizilien erteilt, die damals noch in privater Hand lag und die sehr profitabel für die Salvos war. 
Nach Ermittlungen von Giovanni Falcone und Paolo Borsellino und nach Aussagen des Pentito Tommaso Buscetta wurde Salvo am 12. November 1984 verhaftet und während des Maxi-Prozesses als Mitglied der Cosa Nostra verurteilt. Er und sein Cousin Ignazio gehörten laut Aussage mehrerer Pentiti zur Mafia-Familie von Salemi; auch wenn beide die wohl reichsten und wichtigsten Unternehmer von Sizilien waren, waren sie innerhalb ihrer Mafia-Familie immer nur einfache Soldaten einer dazu noch unbedeutenden Familie. Die Salvos standen innerhalb der Cosa Nostra besonders mit dem Boss Stefano Bontade und Tommaso Buscetta auf engem Fuß; ihre Mitgliedschaft war innerhalb der Cosa Nostra nicht allen bekannt. Im zweiten Mafiakrieg wurden diese Freunde alle ausgeschaltet und die Salvos mussten sich fortan mit den nun dominierenden Corleonesern arrangieren.
Während eines Gerichtsprozesses 1993 wurde festgestellt, dass Salvo den Mord an Carmine Pecorelli in Auftrag gab, um Andreotti einen Gefallen zu erweisen und um ihn weiterhin an der Regierung zu halten (Es wurde befürchtet, dass Andreotti aufgrund der Berichte von Pecorelli seine Ämter verlieren könnte und die Mafia an Einfluss auf die Politik). 
1986 starb Salvo in einer Schweizer Klinik an Krebs. Sein Cousin Ignazio wurde im Herbst 1992 auf Befehl von Salvatore Riina durch Giovanni Brusca ermordet; der Mord war eine exemplarische Strafe dafür, dass Salvo es nicht geschafft hatte, die Cosa Nostra vor der Verfolgung durch den Staat zu schützen. 
Nino und sein Cousin spielten sie als Verbindungsglieder zur Politik eine wichtige Rolle; sie waren aber nie an Drogenhandel, Schutzgelderpressung und Ähnlichem beteiligt.